# أنتوني إينفانت
أنتوني إينفانت هو ناشط وسياسي إسباني، ولد في 1958 في وادي آش في إسبانيا.